# Жозе Луїс де Олівейра
Жозе Луїс де Олівейра, більш відомий як Зе Луїс (порт. José Luís de Oliveira, нар. 4 серпня 1904, Ріо-де-Жанейро,  Бразилія — пом. дата смерті невідома) — бразильський футболіст, що грав на позиції захисника, зокрема, за клуби «Палестра-Італія» та «Сан-Крістован», а також національну збірну Бразилії.
Переможець Ліги Каріока. 

## Клубна кар'єра
У дорослому футболі дебютував 1922 року виступами за команду клубу «Палестра-Італія», в якій провів два сезони. 
Своєю грою за цю команду привернув увагу представників тренерського штабу клубу «Сан-Крістован», до складу якого приєднався 1925 року. Відіграв за команду з Ріо-де-Жанейро наступні десять сезонів своєї ігрової кар'єри.
Завершив професійну ігрову кар'єру у клубі «Бангу», за команду якого виступав протягом 1938 року.

## Виступи за збірну
1930 року дебютував в офіційних матчах у складі національної збірної Бразилії. Протягом кар'єри у національній команді, яка тривала 1 рік, провів у її формі 3 матчі.
У складі збірної був учасником чемпіонату світу 1930 року в Уругваї, де зіграв в поєдинке з Болівією (4:0), а проти Югославії (1:2) на поле не вийшов.

### Список офіційних міжнародних виступів
22 липня 1930 - Болівія - Чемпіонат світу 1930 - 4:0

10 серпня 1930 - Югославія - Товариський матч - 4:1

17 серпня 1930 - США - Товариський матч - 4:3

## Титули і досягнення
- Переможець Ліги Каріока (1):

«Сан-Крістован»: 1926